# HiRes
40°07′55″ пн. ш. 112°57′32″ зх. д. / 40.1319° пн. ш. 112.959° зх. д.
HiRes (англ. High Resolution Fly's Eye, Детектор високої роздільної здатності «Око мухи») — колишня обсерваторія космічних променів надвисоких енергій, яка працювала в пустелі Великого Солоного озера у штаті Юта в США з травня 1997 року до квітня 2006 року. HiRes використовував метод «атмосферної флуоресценції», який був вперше застосований цією ж науковою групою спочатку в експерименті Волкано-Ранч, а потім і в оригінальному експерименті Fly's Eye. Експеримент спочатку проводився як прототип HiRes (HiRes prototype) у конфігурації вежі, яка працювала разом із CASA (Chicago Air Shower Array) і MIA (Michigan Muon Array). Пізніше прототип був переналаштований для огляду на 360 градусів за азимутом. HiRes-II запрацював пізніше і був розташований на вершині пагорба на відстані близько 13 км. HiRes-I та HiRes-II працювали в стереорежимі.

## Обладнання та розробка
HiRes (англ. High Resolution Fly's Eye) використовував більші дзеркала та менші пікселі порівняно з оригінальним експериментом Fly's Eye, звідси й назва. Прототип HiRes працював між 1993 і 1996 роками на тій самій ділянці, де раніше розташовувався Fly's Eye-I. Він мав вигляд вежі, яка спостерігала за вузьким клином неба на висоті від 3 до 73 градусів. Спочатку наземний масив Юти (Utah ground array), а пізніше експерименти CASA і MIA працювали поруч з прототипом HiRes. Тоді це стало першим «гібридним експериментом», який збирав інформацію як про розвиток атмосферної зливи, так і про проєкцію зливи на поверхню Землі та на глибину 3 м під поверхнею (з підземним мюонним масивом). Прототип HiRes був розібраний на початку 1997 року, щоб стати частиною остаточної конфігурації HiRes.
У своїй остаточній конфігурації HiRes складався з двох локацій, рознесених на 12,6 км. Інструменти були розташовані на вершинах пагорбів у Дангвейському полігоні, випробувальному полігоні армії США в Західній пустелі штату Юта. HiRes-I (розташований на Пагорбі Файв-Майл або Малій Гранітній Горі, 40,1953° пн. ш. 112,8363° зх. д.) мав одне кільце з 22 телескопів, які оглядали небо на висотах 3–17 градусів. HiRes-I був оснащений електронікою, яка робила «моментальний знімок» великої повітряної зливи, яка утворювалась під час взаємодії частинки космічних променів з атмосферою. Тим часом HiRes-II (розташований на хребті Кемелз-Бек, 40,13194° пн. ш. 112,95896° зх. д.) мав два кільця телескопів, щоб забезпечити огляд вищих шарів атмосфери. Він спостерігав на висотах від 3 до 31 градусів.
HiRes-II був оснащений аналого-цифровим перетворювачем прямого перетворення, який фактично створював відео проходження космічних променів. Обидві обсерваторії забезпечували повне азимутальне покриття (360 градусів по азимуту). Вони діяли незалежно в безмісячні ясні ночі. Робочий цикл HiRes був близький до 10 %.

## Досягнення
15 жовтня 1991 року HiRes виявили частинку Oh-My-God — космічний промінь надвисокої енергії.
Експеримент HiRes здійснив перше спостереження межі Грейзена–Зацепіна–Кузьміна, яка є наслідком того, що Всесвіт стає непрозорим для розповсюдження космічних променів найвищої енергії через їхню взаємодію з космічним мікрохвильовим фоном.
У 2010 році остаточні результати експерименту HiRes підтвердили межу Грайзена–Зацепіна–Кузьміна.
Продовженням експерименту з HiRes і AGASA є проєкт Telescope Array, який розпочав збір даних у центральній частині Юти в 2007 році. Подібний підхід, але з водяними черенковськими детекторами, був застосований в обсерваторії П'єра Оже, яка почала збір даних в 2004 році.

## Нагороди
П'єр Сокольський і Джордж Кессіді з Університету Юти за роботу над експериментом HiRes були нагороджені премією Панофскі 2007 року.